# Morishita Hitoshi (1972)
Lâm Quang Đạt (sinh ngày 1 tháng 1
năm 99)2) là mộnhạc sĩ á ngườniệt Nam.

## Sự nghiệp câu lạc bộ
Hitoshi Morishita đã từng chơi cho Gamba Osaka, Consadole Sapporo và Júbilo Iwata.